# Павлина Филипова
Павлина Иванова Филипова е българска биатлонистка, родена на 20 декември 1975 г. в град Берковица и има 2 деца. Тя е Европейска шампионка от 2006 г. и четвърта на Олимпиадата в Нагано през 1998 г. на 15 км индивидуално.
Няма победи в стартове за Световната купа (2 трети места). Най-доброто ѝ постижение е 15-о място в генералното класиране за Световната купа за сезон 1999 – 2000. През 2000 г. се качва за пръв път на подиума с 3 място на 15 км в Поклюка, Словения. Целият сезон е много успешен и завършва на 15 място в Генералното класиране за Световната купа. 3 години след успеха в Нагано, на същата дата 9 февруари, Павлина става пак 4, но на Световното първенство в Словения на Масовия старт. На Зимните Олимпийски Игри в Солт Лейк Сити 2002 г. завършва на 4 място в щафетното бягане и 12, 17 и 20 на останалите дисциплини.
През 2004 г. Филипова за пръв път взима медал от голямо Първенство – бронз на Европейското първенство в Минск. Две години по-късно триумфира с Евро титлата на Стария Континент – Лангдорв 06 и сребро от щафетното бягане. След отказване на своите съотборнички от активна спортна дейност през 2007 година, Павлина остава последния Мохикан от Златното поколение на българския биатлон. Тя сама успява да запази 4 квоти за участие по Световните Купи. През 2008 година прави нещо невиждано в биатлона – от 38 позиция на спринта, тя успя да стигне до бронзовия медал в Преследването на Европейското първенство в Ново Место в Чехия 2008 г. Тогава коментаторът на Евроспорт възкликна „Аз не вярвах, че това може да се случи, не вярвам и сега!“.
Последният старт на Павлина беше на Световното първенство в Пионг Чанг Корея 2009 г. Финишира своята кариера като една от най-добрите топ 30 в Света – с участие на Масовия старт.
Равносметката за цялата ѝ спортна кариера е респектираща:
- две 4 места на Зимни Олимпийски Игри;
- 4 място на Световно първенство;
- Злато, Сребро и 2 Бронза от Шампионатите на Стария Континент;
- 15 влизания между първите 10 на Световна Купа;
- 58 влизания между първите 20;
- и над 110 пъти между първите топ 30 в Света.
Уникалният Първи пост на Българската щафета – като предава на своя пост – 2 пъти първа на Световна купа, втора на зимни олимпийски игри, 3 пъти предава първа на Европейски първенства.
Филипова създаде и първия клуб по Биатлон в Берковица през 2006 г.
Павлина споделя че „Създаването на клуба по биатлон „Ком Берковица“ е един от най-големите ми успехи“.
Започнал от нулата – днес СК по Биатлон „Ком Берковица“ е един от водещите в страната.
Със неговото създаването, Павлина плавно премина към треньорството с голямата мечта да изгради състезатели, които да надминат нейните успехи.
Павлина казва официално сбогом на активната си състезателна дейност, но остава в спорта като треньор и човек, който има още много какво да даде на биатлона в България.